# Ina Beyermann
Ina Beyermann   (Leverkusen, 11 d'abril de 1965) és una nedadora alemanya, ja retirada, especialista en papallona i estil lliure, que va competir durant la dècada de 1980.
El 1984 va prendre part en els Jocs Olímpics d'Estiu de Los Angeles on va disputar cinc proves del programa de natació. Fent equip amb Svenja Schlicht, Ute Hasse i Karin Seick guanyà la medalla de plata en els 4x100 metres estils, mentre en els 200 metres papallona guanyà la medalla de bronze. També destaca la setena posició en els 200 metres lliures i la vuitena en els 100 metres papallona. Quatra anys més tard, als Jocs de Seül, participà en dues proves del programa de natació. En ambdues quedà eliminada en sèries.
En el seu palmarès també destaca una medalla de plata i dues de bronze al Campionat d'Europa de natació de 1983, així com més de 30 títols nacionals, alhora que va establir 24 rècords alemanys occidentals. Posteriorment, un cop retirada de la competició, va exercir d'entrenadora de natació a Hamburg.